# Прокопий I (патриарх Иерусалимский)
Патриа́рх Прокопий I (греч. Πατριάρχης Προκόπιος Α΄, в миру Панайо́тис Сисма́нис, греч. Παναγιώτης Συσμάνης; нач. XVIII века, Загорас, Греция — декабрь 1788) — епископ Иерусалимской православной церкви, Патриарх Иерусалимский и всей Палестины.

## Биография
После завершения первоначального образование в школе при Загорасской библиотеке, Панайотис отправился в Константинополь в поисках лучшей жизни. После нескольких лет в Константинополе, он переехал в Молдавию, где он поступил в монастырь и был пострижен в монашество с именем Прокопий. Позже он был рукоположён в священный сан и стал настоятелем монастыря Гроба Господня, называемый также Галата около Ясс (ныне Румыния).
Позже Прокопий переехал в Иерусалим, где 12 декабря 1775 году в церкви Воскресения Христова в Иерусалиме он был рукоположён во епископа с возведением в сан митрополита Кесарийского.
Служил митрополитом Кесарийским в течение двенадцати лет. Во время своей службы в Палестине, епископ Прокопий открыл Патриаршую школу в Иерусалиме, который он создал образцу школы в Загорасе.
Незадолго до своей кончины Патриарх Иерусалимский Авраамий избрал митрополита Прокопия своим преемником. 2 ноября 1787 года был возведён на Иерусалимский Патриарший престол. Вступил на патриарший престол в преклонном возрасте, но он считался человеком с сильным интеллектом и выдающимся благочестием.
Сознавая свой преклонный возраст и понимая свою неспособность реагировать на требованиям главы Церкви, позиции которой ослаблялись латинской пропагандой, Патриарх Прокопий принял решение об уходе на покой, распорядившись о своевременном избрании себе преемника, каковым стал митрополит Кесарийский Анфим.
После того, как Анфим согласился, Патриарх Прокопий 24 октября 1788 года ушёл на покой, а через месяц состоялось настолование митрополита Анфима. Через несколько дней после этого патрирх Прокопий скончался.